# HD60559
HD60559 — хімічно пекулярна зоря спектрального класу B8, що має видиму зоряну величину в смузі V приблизно  6,3.
Вона  розташована на відстані близько 672,5 світлових років від Сонця.

## Фізичні характеристики
Телескоп Гіппаркос зареєстрував фотометричну змінність  даної зорі з періодом    1,94 доби в межах від  Hmin= 6,24 до  Hmax= 6,20.

## Пекулярний хімічний склад
Зоряна атмосфера HD60559 має підвищений вміст 
Si
.